# Lou! (Fernsehserie)
Lou! ist eine französische Zeichentrickserie, die auf dem gleichnamigen Comic von Julien Neel basiert.

## Handlung
Die Serie dreht sich um das Leben der zwölfjährigen Lou, ein fantasievolles, kreatives und eigenwilliges Mädchen, das mit ihrer jungen, alleinerziehenden Mutter in einer französischen Großstadt lebt. Lou ist eine leidenschaftliche Tagebuchschreiberin und Hobbyautorin. Sie verliebt sich in ihren schüchternen Nachbarn Tristan und versucht, ihre Gefühle auf kreative Weise auszudrücken und ihm näherzukommen. Nebenbei muss sie mit den Herausforderungen des Teenagerdaseins, Freundschaften, Schule und familiären Veränderungen zurechtkommen.

## Produktion
Lou! wurde von Go-N Production Studios produziert. Die Regie führte Julien Neel selbst. Der Produzent war Jérôme Mouscadet. Die Serie wurde von 5. April 2009 bis 11. Februar auf M6 ausgestrahlt. In Deutschland fand die Ausstrahlung erstmals am 12. September 2014 KiKA statt.

## Synchronisation
Die deutsche Synchronisation entstand bei der Lavendelfilm GmbH, unter der Dialogregie von Sabine Falkenberg.
| Rolle   | Originalsprecher       | Deutsche Sprecher   |
| ------- | ---------------------- | ------------------- |
| Lou     | Béatrice de La Boulaye | Marie-Luise Schramm |
| Emma    | Catherine Collomb      | Bianca Karsten      |
| Mina    | Nayéll Forest          | Sarah Alles         |
| Richard | Emmanuel Gradi         | Christian Rudolf    |
| Tristán | Nicolas Beaucaire      | Christian Zeiger    |
| Pauline | -                      | Susanne Geier       |
| Robert  | -                      | Benjamin Plath      |
| Solène  | -                      | Angelina Geisler    |